# Fibban Karlsson
Se även Folket i Bild och FIB Aktuellt.
Fibban Karlsson var en komisk figur uppfunnen av Kar de Mumma och gestaltad av Stig Järrel. Fabian "Fibban" Karlsson var en äldre sanningssägande man med lösnäsa och en bitter, kolerisk man.

## Historik
"Fibban" debuterade 1937 i revyn Mitt i stan och var sedan under många år en återkommande figur i Kar de Mumma-revyn på Blancheteatern och Folkan i Stockholm. I revyn Mitt i stan fanns ett nummer som skildrade ett protestmöte mot den svenska pilsnerfilmen. Där uppenbarade sig biografägaren Fabian Karlsson från Grythyttehult och höll ett försvarstal. Det gjorde han så bra att han fick stå på egna ben i kommande revyer, med lösnäsa, plommonstop, ett koleriskt temperament och ett kroppsspråk som innebar den svenska revyscenens häftigaste koreografi, med knäande, fällknivsposer och de mest energiska kråkhopp. Detta krävde en fysik i högform som Fibban Järrel också behöll till sista ridåfallet 1978.

## Några av Fibbans mer kända citat
-Jag vill ha smör och ost och sill! Så pervers är jag!
-Ä dä inte roligt dä?
-Den dyraste spriten är den skadligaste sa en läkare. Men för fasen... Sänk priserna då!